# N-154
La N-154. és una carretera de titularitat estatal de la Xarxa de Carreteres del Pirineu que comunica la població de Puigcerdà i Llívia. Té un traçat de 7 quilòmetres. La carretera neix a la Plaça Europa de Puigcerdà i acaba al municipi cerdà de Llívia. A l'entrada de Llívia s'hi trobat un radar de trànsit, que ha sigut motiu de queixes i talls a la carretera.
Inicia el seu recorregut a la població de Puigcerdà enllaçant amb la carretera N-152 la qual connecta dins del mateix municipi amb la N-260 (vers Ripoll i La Seu d'Urgell) per una banda i la N116 (que es dirigeix a La Guingueta d'Ix i Perpinyà) per l'altra banda. Continua el seu recorregut travessant la frontera entre Espanya i França enllaçant amb la N20 que es dirigeix a Acs i Tolosa, entra a Llívia, travessa la localitat i finalitza el seu recorregut al límit amb la frontera entre Espanya i França poc després de passar pel disseminat de Gorguja en direcció a la localitat de Sallagosa.